# Apatura subiliades
Apatura subiliades är en fjärilsart som beskrevs av Cabeau 1929. Apatura subiliades ingår i släktet Apatura och familjen praktfjärilar. Inga underarter finns listade i Catalogue of Life.